# Кунцевщина (станция метро)
«Ку́нцевщина» (бел. Кунцаўшчына) — станция Автозаводской линии Минского метрополитена. Расположена между станциями «Каменная Горка» и «Спортивная». Открыта 7 ноября 2005 года в составе пятого пускового участка Автозаводской линии, включающего три станции.

## История
Первые схемы станции начали появляться когда город Минск стал городом-миллионером. Как и все станции метро которые были построены после 2000 года были оснащены лифтами и подъёмниками для инвалидов и пожилых людей.
Изначально открытие планировалось ко дню города в сентябре 2005 года, однако затем перенесено и состоялось 7 ноября 2005 года в составе пятого участка Автозаводской линии, который включал три станции. В день открытия любой человек мог проехаться по новым станциям бесплатно. Станция была названа в честь микрорайона, который получил своё название от деревни, ранее здесь располагавшиеся.
Архитектор станции — В. Телепнев.
С 21 по 22 марта станция была закрыта для того, чтобы строители смогли присоединить Зеленолужскую линию. Для того чтобы разгрузить нагрузку на наземный транспорт по участку закрытых станций пустили дополнительный транспорт.
Также с 25 марта по 1 апреля станция была закрыта для того, чтобы провести необходимые работы по соединению Зеленолужской и Автозаводской линий метро.

## Конструкция
Колонная станция мелкого заложения, двухпролётная, с рядом круглых колонн. В отделке колонн применена металлокерамика, полов —  гранит. Основную нагрузку в формировании интерьера несёт ячеистый алюминиевый потолок золотистого цвета, переходящий в пространства вестибюлей. В отделке станции преобладают жёлтый и белый цвета.

## Выходы
- улица Притыцкого
- улица Лещинского
- улица Якубовского

## Галерея

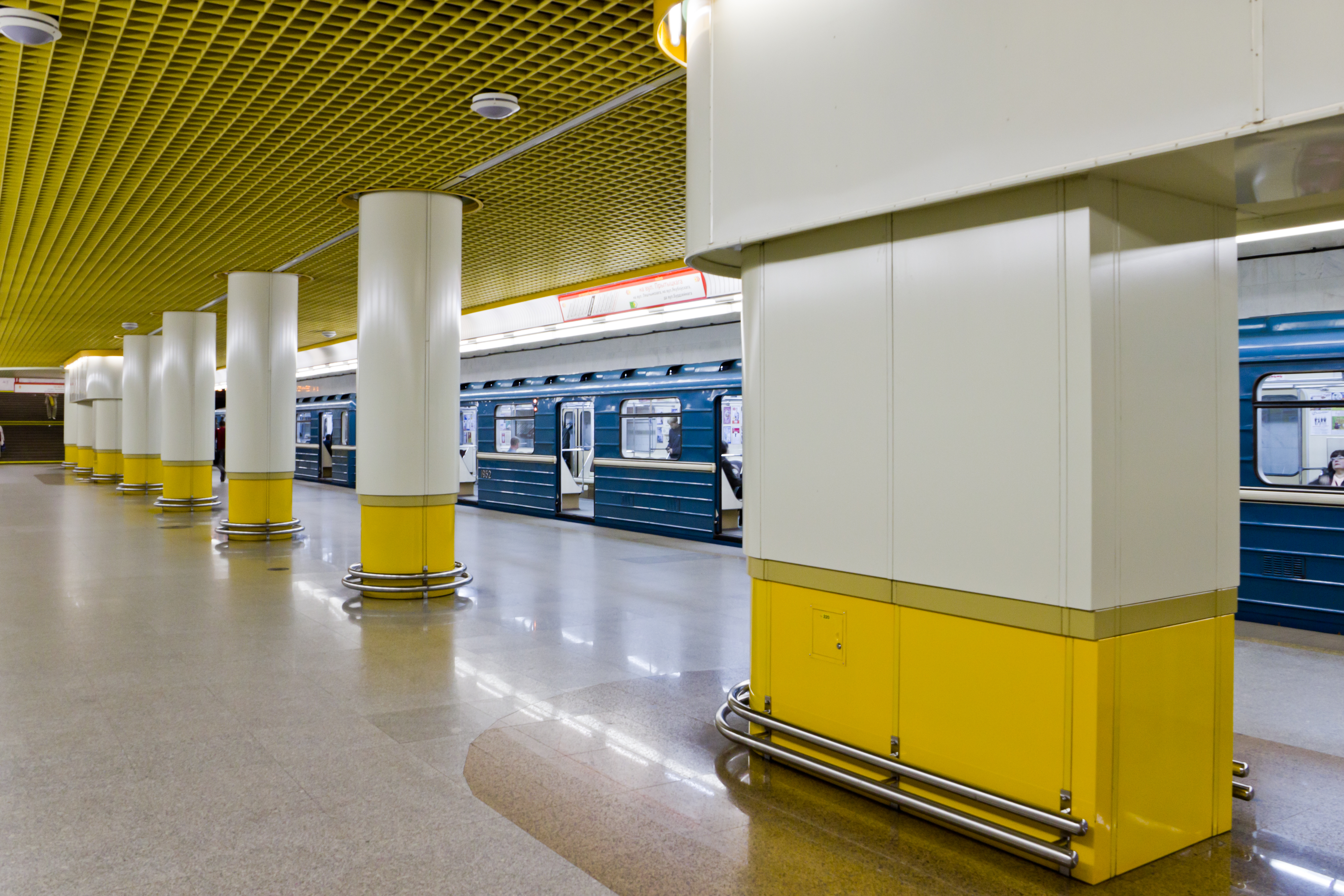
Поезд 81-717/714 на пути в сторону ст. «Могилёвская»
Путь в сторону "Каменной горки"